# Acura CDX
O Acura CDX é um automóvel do tipo SUV crossover produzido pela Acura desde 2016 em Guangzhou, na China, o carro utiliza a mesma plataforma do Honda HR-V e um motor 1.5-liter DOHC VTEC Turbo de 180 HP com uma trasmissão de dupla embrenhagem de oito velocidades.